# کاباره دختران منحرف
کاباره دختران منحرف (فرانسوی: Le Cabaret des filles perverses‎) که با نام بلو ریتا (فرانسوی: Blue Rita‎) هم شناخته می‌شود، یک فیلم جنایی اکشن و دلهره‌آور فرانسوی-سوئیسی به کارگردانی خسوس فرانکو است که در سال ۱۹۷۷ منتشر شد. از بازیگران این فیلم می‌توان به پاملا استنفورد و گی دولورم اشاره کرد. این فیلم یک نسخهٔ هاردکور فرانسوی هم دارد که با افزودن صحنه‌های هاردکور ساخته شده‌است.